# Elaphoidella elaphoides
Elaphoidella elaphoides is een eenoogkreeftjessoort uit de familie van de Canthocamptidae. De wetenschappelijke naam van de soort is voor het eerst geldig gepubliceerd in 1924 door Chappuis.